# Trio d'anches de Paris
Le trio d'anches de Paris est un trio d'anches français créé en 1927 par Fernand Oubradous (basson), Myrtil Morel (hautbois) et Pierre Lefebvre (clarinette). L'idée défendue par Oubradous est de sortir la flûte et le cor du quintette à vent pour privilégier le mariage des sonorités de la clarinette, du basson et du hautbois.
Parmi les compositeurs composant pour ce trio mythique, on peut citer : Jacques Ibert, Darius Milhaud, Albert Roussel, Florent Schmitt, Bohuslav Martinů.

## Aperçu du répertoire
Parmi les œuvres du répertoire composées pour ce trio emblématique de l'entre-deux-guerres, on citera :  
- Eugène Bozza : Fughette, Sicilienne, Rigaudon, 1933
- Jean Rivier : Petite suite, 1934
- Jacques Ibert : Cinq pièces en trio, 1935
- Darius Milhaud : 
  - Pastorale, 1935
  - Suite d'après Corrette, 1937[4]
- Maurice Franck :  Trio, 1937
- Reynaldo Hahn : Églogue, 1937
- Marcel Orban : Prélude, Pastorale, Divertissement, 1937
- Albert Roussel : Andante, 1937
- Henri Barraud : Trio, 1938
- Henri Tomasi : Concert champêtre, 1938
- Emile Goué : Trois pièces en trio : Bagatelle,  Mélopée,  Scherzo, 1939
- Jean Françaix : Divertissement, 1947
- Fernande Breilh-Decruck : Sonate en trio (2e) pour hautbois, clarinette en si bémol et basson, 1949[5]
- Félicien Forêt : Suite en trio : pour anches, 1953
- Maurice Faillenot : Suite brève

## Discographie sélective
- Trio de Pierre-Octave Ferroud, Pathé PG 84/85 (78T) (1937)
- Trio pour hautbois, clarinette et basson de Georges Auric, Éditions de l'Oiseau-Lyre OL 103 (78T) (1939)